# Tisch-Münzfernsprecher 33

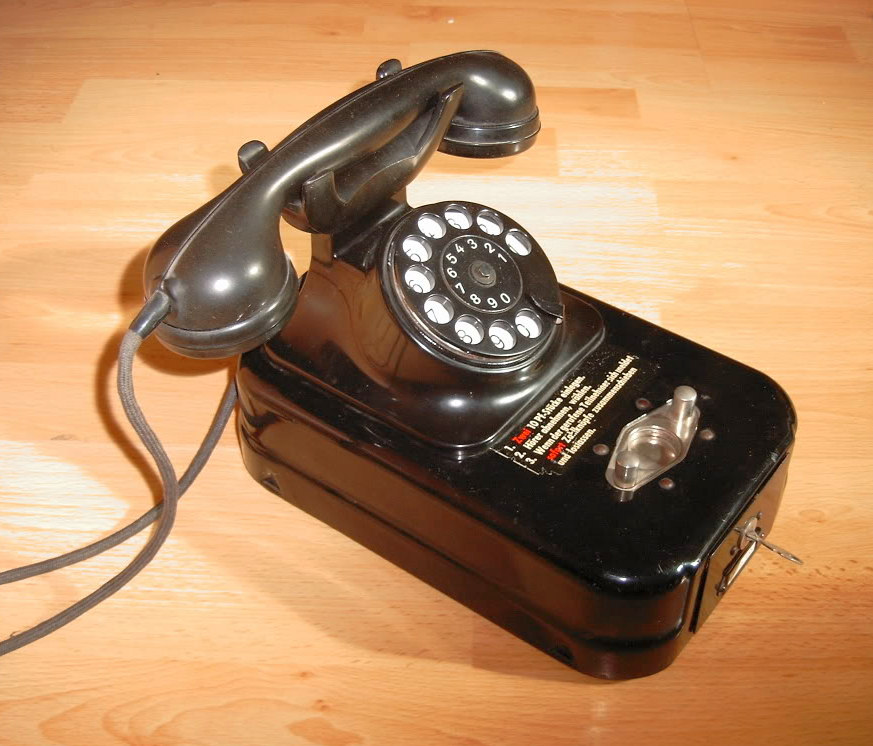
Tisch-Münzfernsprecher 33 von Siemens & Halske, Baujahr 1938. Wurde in den 1950er Jahren auf 2 × 10 Pf umgerüstet.

Der Tisch-Münzfernsprecher 33 (TiMü 33) ist ein deutscher Telefonapparat mit Münzeinwurf. Die Zahl 33 steht für das Konstruktionsjahr 1933.
Dieser Apparat basiert auf dem Tischfernsprecher W 28 der Deutschen Reichspost und wurde überwiegend in Gaststätten, Hotels, Pensionen und Vereinsheimen eingesetzt – also an halböffentlichen Orten. Im Gegensatz zu den öffentlichen Fernsprechern in Telefonzellen lag die Aufsicht und Leerung der Geldkassette nicht bei der Reichspost, sondern beim Anschlussteilnehmer, welcher das eingeworfene Geld behielt und über seine Telefonrechnung abrechnete. Rechtlich gesehen war dies kein öffentlicher Fernsprecher und durfte auch nicht als solcher gekennzeichnet werden. Umgangssprachlich wurde der TiMü 33 als „Groschengrab“ oder „Kneipenmünzer“ bezeichnet.
Es gibt den TiMü 33 nur in schwarzer Ausführung. Telefonhörer, Gabel und Fingerlochscheibe (Wählscheibe) sind dem W28 ähnlich. Ebenso das aus Bakelit bestehende Gehäuseoberteil und das aus tiefgezogenem Stahlblech hergestellte Unterteil – es ist wegen der von vorne eingeschobenen, abschließbaren Geldkassette und der Öffnung für den Münzeinwurf länger und höher. Auf der Gehäuseoberseite über der Münzöffnung ist eine kurze Bedienungsanleitung angebracht. Bei späteren Exemplaren ist eine Gabel aus Bakelit montiert.

## Funktion
Der TiMü 33 war nur für Ortsgespräche zugelassen. Der Anrufer musste eine 10-Reichspfennig-Münze bereithalten und auf einen Einschub legen. Anschließend wurde die Rufnummer gewählt. Kam eine Verbindung zustande, schob man mit dem linken Knopf die Münze in die Geldkassette und ließ diesen wieder los. Daraufhin wurde das Kohlemikrofon freigeschaltet und man konnte sprechen. Diese technisch ziemlich einfache Konstruktion des Münzeinwurfs hat den Nachteil, dass eventuelle Fehlverbindungen auf Kosten des Anschlussteilnehmers gehen, wenn der Benutzer beim Melden des irrtümlich angerufenen die Münzen nicht einwarf, sondern auflegte. Außerdem kann z. B. nach Absprache jemand angerufen werden, ohne eine gegenseitige Sprechverbindung aufzubauen, auch diese – eigentlich gebührenpflichtigen – Anrufe sind ohne Münzeinwurf möglich. Ankommende Telefonate können ganz regulär kostenlos entgegengenommen werden. Der Anschlussteilnehmer bekam zwei Schlüssel – einen für die Leerung der Kassette und einen zur Freischaltung des Apparates, um ihn wie einen herkömmlichen Fernsprecher zu nutzen. Die ersten Versionen des TiMü 33 wurden mit einfachen Schlössern hergestellt, spätere Exemplare haben sogenannte Kreuzbartschlösser.

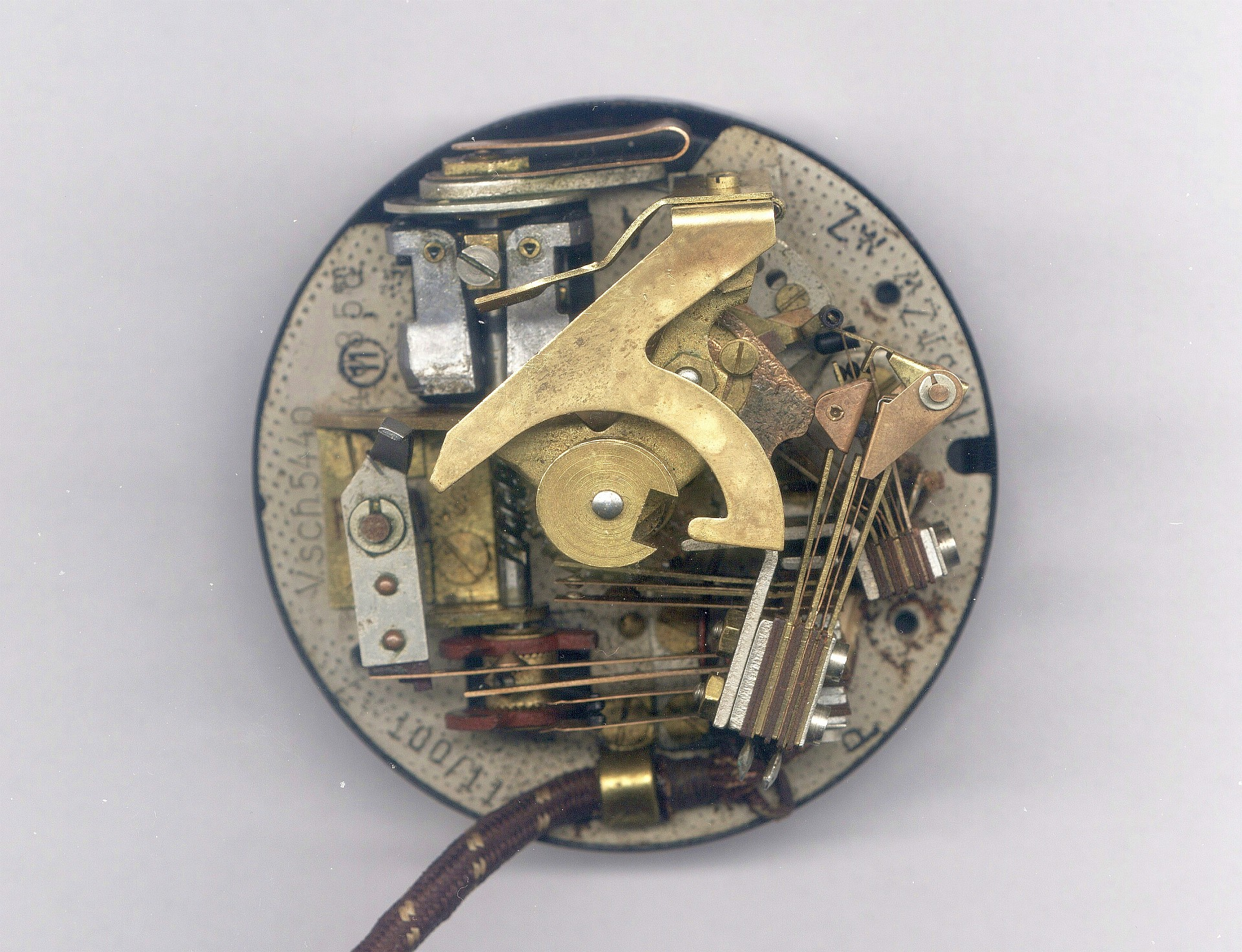
Sperrnummernschalter 33 – Hersteller Siemens & Halske

Die aufwändige Mechanik des Nummernschalters verhinderte Ferngespräche und Anrufe zur Vermittlung. Die ersten drei Ziffern, die „0“ und die Reihenfolge werden durch spezielle Kontakte im Zusammenhang mit Schaltkulissen kontrolliert und bei Bedarf blockiert (Sperrnummernschalter). Ein künstliches Abbremsen der Wählscheibe sperrt sofort den Wählvorgang. Dieser Nummernschaltertyp wurde auch in den öffentlichen Münzfernsprechern verwendet, z. B. im Ortsmünzfernsprecher 33 (O Mü 33) – er basiert auf dem ab 1930 im W28 verwendeten N30. Um eine Wahl von gesperrten Nummern durch kurzes Schlagen auf die Gabel („Gabelwahl“) zu verhindern, wird diese durch eine kleine Luftpumpe um ca. eine Sekunde verzögert. Bei Auflegen des Hörers wird die Wählscheibe blockiert (wie auch beim W28) und der Nummernschalter setzt sich automatisch zurück.
Die Hör-/Sprechschaltung des TiMü 33 entspricht größtenteils dem W28. Außer dem Nummernschalter und der Gabel sind sämtliche Bauteile im unteren Gehäuseteil montiert und mit gebundenen Kabelbäumen frei verdrahtet. Der Apparat wurde bis in die 1950er Jahre, in manchen Fällen noch später benutzt und instand gesetzt, auch in der damaligen DDR. Der Münzeinwurf wurde auf 2 × 10 Pfennig-Münzen umgerüstet. Das Nachfolgemodell war der 1955 konstruierte, technisch verbesserte Teilnehmer-Münzfernsprecher 55b.
Der TiMü 33 ist heute ein beliebtes Sammlerobjekt. Allerdings sind optisch gut erhaltene Exemplare im Reichspost-Originalzustand selten zu bekommen, vor allem mit einem kompletten Schlüsselsatz. Funktionsfähig sind diese Apparate immer noch, man braucht dazu einen Hauptanschluss oder eine Telefonanlage, die das Impulswahlverfahren unterstützt. Meist ist eine Überholung des Sperrnummernschalters notwendig (verharzte Schmierung, erlahmte Federn, oxidierte Kontakte).